# Кононенко Олексій Анатолійович
Олексі́й Анато́лійович Кононе́нко (* 23 серпня 1957, с. Роздолля, Компаніївський район, Кіровоградська область — український поет, письменник, журналіст, автор відомих українських пісень, сценарист і режисер культурно-мистецьких заходів, заслужений діяч мистецтв України, Лауреат Всеукраїнської літературної премії ім. Івана Огієнка, член Національної спілки письменників України, Національної спілки журналістів України.
Автор понад 30 книжок, 200 пісень з різними композиторами, 300 публікацій у пресі. Твори друкувалися в Україні, Росії, Білорусі, Канаді, Грузії, Азербайджані, Туркменістані.

## Життєпис
Народився 23 серпня 1957, с. Роздолля, Компаніївський район, Кіровоградська область.
1978 р. закінчив філологічний факультет Кіровоградського державного педагогічного інституту (російська філологія).
Працював у ЦК ЛКСМУ (1978−1988). У 1986-му був учасником ліквідації аварії на Чорнобильській АЕС.
Працював у Міністерстві освіти України (1988—1990).
Завідував відділом культури тижневика «Дзеркало тижня»(1994—1999).
У 1999 році вступив до Національної спілки письменників України.
З 1999 по 2011 — на творчій роботі.
Нині — директор видавництва "Веселка"
Має дружину, двох дітей. Мешкає в Києві.
Брат Кононенко Віктор Анатолійович — художник-графік, — член Національної спілки художників України.

## Творчість
Публікуватися почав з 1974 р. Твори друкувалися в газетах та журналах України, Російської Федерації, Білорусі, Грузії, Хорватії, Канади.
Автор різдвяних вистав для дітей в Національному академічному драматичному театрі ім. Івана Франка з 1994 по 1998 рр.
Плідно співпрацює з Академічним ансамблем пісні і танцю України Державної прикордонної служби України.
Олексій Кононенко працює у широкому діапазоні тем, використовує багато рідкісних матеріалів. Його книга «Українська міфологія та культурна спадщина» знайомить читача з чарівним світом праслов'янського міфовсесвіту, з його магією, метаморфозами, з ієрархією у ньому богів, духів, з багатством народних обрядів. На основі різних досліджень, етнографічних праць і спостережень складається велична картина світобачення далеких предків. У книзі вміщено описи міфологічних уявлень, вірувань, обрядів, легенд, та їхні відлуння у фольклорі і пізніших звичаях українців, братських слов'янських та інших сусідніх з українськими племенами народів.
Олексій Кононенко автор понад сорока книжок. Найвідоміші:
- Абетка (1990—1998),
- Персонажи славянской мифологии (1993),
- Лічилка (1997),
- Слухай подих давнини (1997),
- Духи природи. Хатні та дворові (1997),
- Духи природи. Лісові та польові (1997),
- Духи природи. Водяні та болотяні (1998),
- Абетка юного болільника (1998),
- Ритуали, обряди, звичаї (1998) та ін.
- Українська міфологія та культурна спадщина: міф. уявлення, вірування, обряди, легенди та їхні відлуння у фольклорі і пізніших звичаях українців, братів-слов'ян та ін. народів / авт. Олексій Кононенко. — Харків: Фоліо, 2011. — 713 с.

Автор понад двохсот пісень. Найвідоміші:
- Доня моя, донечка
- Синку мій
- Червоні вишні
- Кленове прощання
- Все буде добре
- Отаман Карпат
- Козацька застава
- Я люблю

## Нагороди
- заслужений діяч мистецтв України, 2004.
- Лауреат Всеукраїнської літературної премії ім. Івана Огієнка, 2003
- Дипломант Міжнародного поетичного конкурсу ім. О. С. Пушкіна
- Почесна грамота Кабінету Міністрів України, 2008.